# San Enrique (Negros Ocidental)
San Enrique é um município de  quarta classe de renda municipal (d) na província Negros Ocidental, nas Filipinas. De acordo com o censo de 1 de maio  de  2020 possui uma população de 24 177 pessoas e 6 118 domicílios.